# Tambourin club cournonterralais
Maillots
Le Tambourin Club Cournonterralais est un club français de balle au tambourin localisé à Cournonterral (Hérault). Le club est fondé en 1978. La couleur du maillot est le vert. Les deux équipes fanions du club évoluent parmi l'élite : Championnat de France de balle au tambourin et Championnat de France de balle au tambourin féminin. L'équipe masculine retrouve le plus haut niveau après une saison 2010 en N2.

## Palmarès

### Palmarès masculin
3e en coupe d'Europe 2015 à Cournonterral
- Champion de France : 1987, 1988, 1992 et 1993[3]. 2019
- Vainqueur de la Coupe de France : 1987, 1989, 1991, 1992, 1993, 2002, 2006 et 2018[4].

### Palmarès féminin
- Champion de France : 1992 et 1993.

### Palmarès en salle
- Champion de France 2017 et 2018
- Multiple champion de France chez les hommes et les femmes.
- Vainqueur de la Coupe d'Europe des clubs champions : 1995[5]. 2017,2018 et 2019
- Vainqueur de la Coupe d'Europe des clubs champions féminine : 1994, 1995 et 1996[5].